# 砌磚工
砌磚工（英語：Bricklayer）為建筑施工的一個工種，主要負責鋪砌磚塊以建造或修理建築物之牆壁、門框等等，地磚亦是砌磚工的工作範圍之一。一般而言，砌磚工只會負責磚塊而不會處理較重的石塊或雲石，而其他則由砌石工（Mason）所處理。由於磚塊通常較輕且工整，砌磚工所需的技術較砌石工為低，相應工資亦會有所減少。
建築中磚通常只會用作分隔牆（而非主力牆），再於平整後補上灰水及油漆。而另一方面，街道地磚下通常直接是泥沙，長年累月後或會自然流失而需要重新鋪設。砌磚工需要先把磚頭弄起，填補泥土及平整後重新砌磚，最後再將磚頭磨平。
砌磚亦可是一項休閒活動，英國二戰時首相温斯顿·丘吉尔曾以砌磚作為其興趣。現時亦有一些以砌磚為項目之一的工種比賽，例如美國內華達州拉斯維加斯每年皆舉辦「Spec-Mix Bricklayer 500」比賽。

## 訓練
磚有非常長久的歷史，而相應砌磚工亦是古老職業之一。砌磚工通常依照傳統會先接受學徒訓練。現代的砌磚工按其國家則或可接受其他型式的訓練，例如香港居民可以就讀職業訓練局所設的建造業課程，通過中級工藝測試可取得中工牌以取得較高薪金。訓練包括砌磚的方式等，因為砌磚的方法會影響成品的結構和穩定性，例如順砌法（交錯放置）的強度比齊口砌法（同列放置）為高。

## 文學中的砌磚工

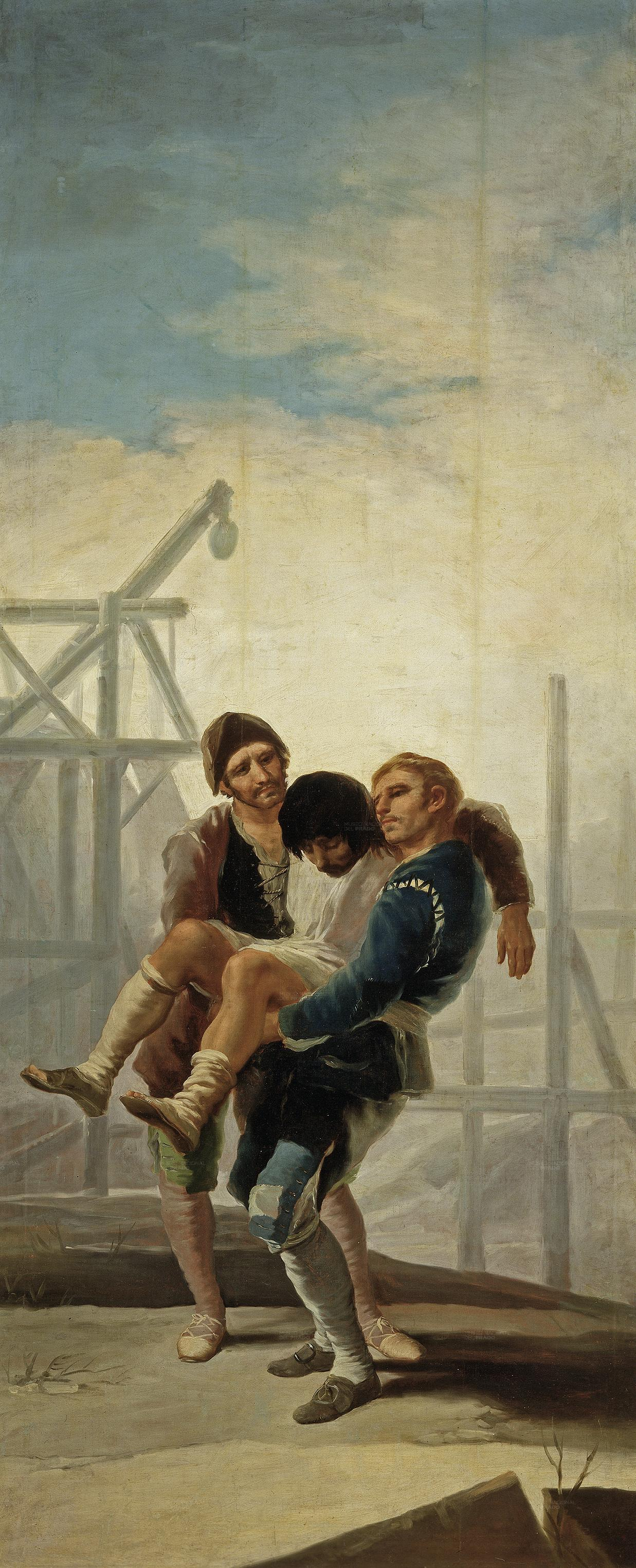
「受傷的砌磚工」，弗朗西斯科·戈雅的大型掛毯卡通

- 作家約翰·方提（英语：John Fante）數本小說中皆有砌磚工角色，因其意大利裔父親就是一位砌磚工，而他亦曾當其父親的學徒。
- 亚历山大·伊萨耶维奇·索尔仁尼琴的作品伊凡·杰尼索维奇的一天中，其主角為古拉格囚犯，曾以砌磚工作其工作。